# Casato dei Kamehameha
Il casato dei Kamehameha fu uno dei due casati che regnò alle Hawaii dal 1810 al 1893. La successione dinastica della famiglia Kamehameha si è conclusa tragicamente nel 1872 con la morte di Lot (Kamehameha V), deceduto senza un erede al trono. Fu così che un consiglio di reggenza decise per l'elezione della nuova casa reale, scelta tra una delle maggiori case nobili delle Hawaii.

## Elenco dei re Kamehameha
- Kamehameha I (1758-8 maggio 1819);
- Kamehameha II (1797-14 luglio 1824);
- Kamehameha III (11 agosto 1813-15 dicembre 1854);
- Kamehameha IV (9 febbraio 1834-30 novembre 1863);
- Kamehameha V (11 dicembre 1830-11 dicembre 1872).